# 赵红严
赵红严（1970年5月—），女，汉族，中共党员。中华人民共和国政治人物。现任山西省人民政府党组成员、副省长。

## 履历
曾任国务院国资委监事会工作局副局长，国务院国资委监督追责局局长。2016年11月，任国务院国资委监督二局局长。
2023年01月，任山西省人民政府党组成员、副省长。